# Сан Ђервазио (Пезаро и Урбино)
Сан Ђервазио је насеље у Италији у округу Пезаро и Урбино, региону Марке.
Према процени из 2011. у насељу је живело 221 становника. Насеље се налази на надморској висини од 45 м.